# Victor Rousseau
Pour les articles homonymes, voir Rousseau.
Victor Rousseau, né à Feluy le 16 décembre 1865 et mort à Forest le 17 mars 1954, est un sculpteur, peintre, aquarelliste et dessinateur belge de style classique.

## Biographie
Victor Léopold Rousseau, né à Feluy le 15 décembre 1865, est issu d'une lignée de tailleurs de pierre. Il est le fils d'Émile Rousseau, carrier, et de Philomène Duquesne. Le 17 mai 1890, il épouse Françoise de Loeul à Saint-Gilles.
Sa famille étant employée dans la carrière de Feluy toute proche de la maison familiale, c'est tout naturellement qu'il commence à tailler la pierre dès 11 ans.
Il collabore au chantier du palais de justice de Bruxelles, sous la direction de Joseph Poelaert, et son attachement à ce métier au début de sa vie rappelle Auguste Rodin. Le soir, à partir de 1884, il suit les cours de sculpture ornementale à l'école de dessin du sculpteur Georges Houtstont à Saint-Josse-ten-Noode. De 1887 à 1889, il étude de la statuaire à l'Académie royale des beaux-arts de Bruxelles où il est élève de Van der Stappen.
En 1890, il présente au concours Godecharle Tourmente de la pensée et remporte le prix qui va l'aider à  voyager en Angleterre, en France et en Italie : deux ans à Paris, plusieurs mois à Florence. En France il rencontre l'art nouveau dont il relève et se lie à Charles Van der Stappen (1843-1910).
Rentré en 1894 en Belgique, il obtient le deuxième prix de Rome et réussit à percer. En 1905, il devient membre du cercle anversois L'Art Contemporain (Kunst van Heden).
De 1901 à 1919, il est professeur de sculpture à l'Académie royale des beaux-arts de Bruxelles puis en devient directeur de 1919 à 1922 et à nouveau de 1931 à 1935. Il donne ses premières leçons de sculpture à Eugène Jean de Bremaecker. Il a également comme élève Ernest Wynants (1878-1964), sculpteur et peintre et Gérard Laenen (1899-1980), peintre et sculpteur. Il avait son atelier de sculpture à Forest.
Il obtient le grand prix de sculpture de Rome en 1911 et fait l'objet d'une conférence à l'Exposition de Charleroi de 1911.
Il expose à Pour l'art, au XX et à La Libre Esthétique. De 1914 à 1919 il expose à Bruxelles, Londres, Madrid et aux États-Unis.
Il était membre de l'Académie royale de Belgique et correspondant de l'Institut de France.
Des rétrospectives sont organisées au palais des beaux-arts de Bruxelles en 1933 et en 1935. En 1945, il obtient le prix des Amis du Hainaut, à la galerie Giroux à Bruxelles.
À la suite de son décès à Forest le 17 mars 1954, il est inhumé au cimetière de Forest à Alsemberg.

## Style artistique
Remarquable sculpteur, son style artistique est en relation avec le mouvement idéaliste belge. Attaché à la figuration et épris de pureté plastique, durant cinquante ans il sculpte une œuvre marquée par la tradition gréco-romaine. Il s'intéresse au corps féminin et au thème des danseuses. Son art valorise la grâce, la sensualité et la souplesse des formes. Richard Dupierreux a dit de lui qu'il sculpte les âmes. Il a collaboré pour quelques œuvres avec Victor Horta.

## Sélection d'œuvres

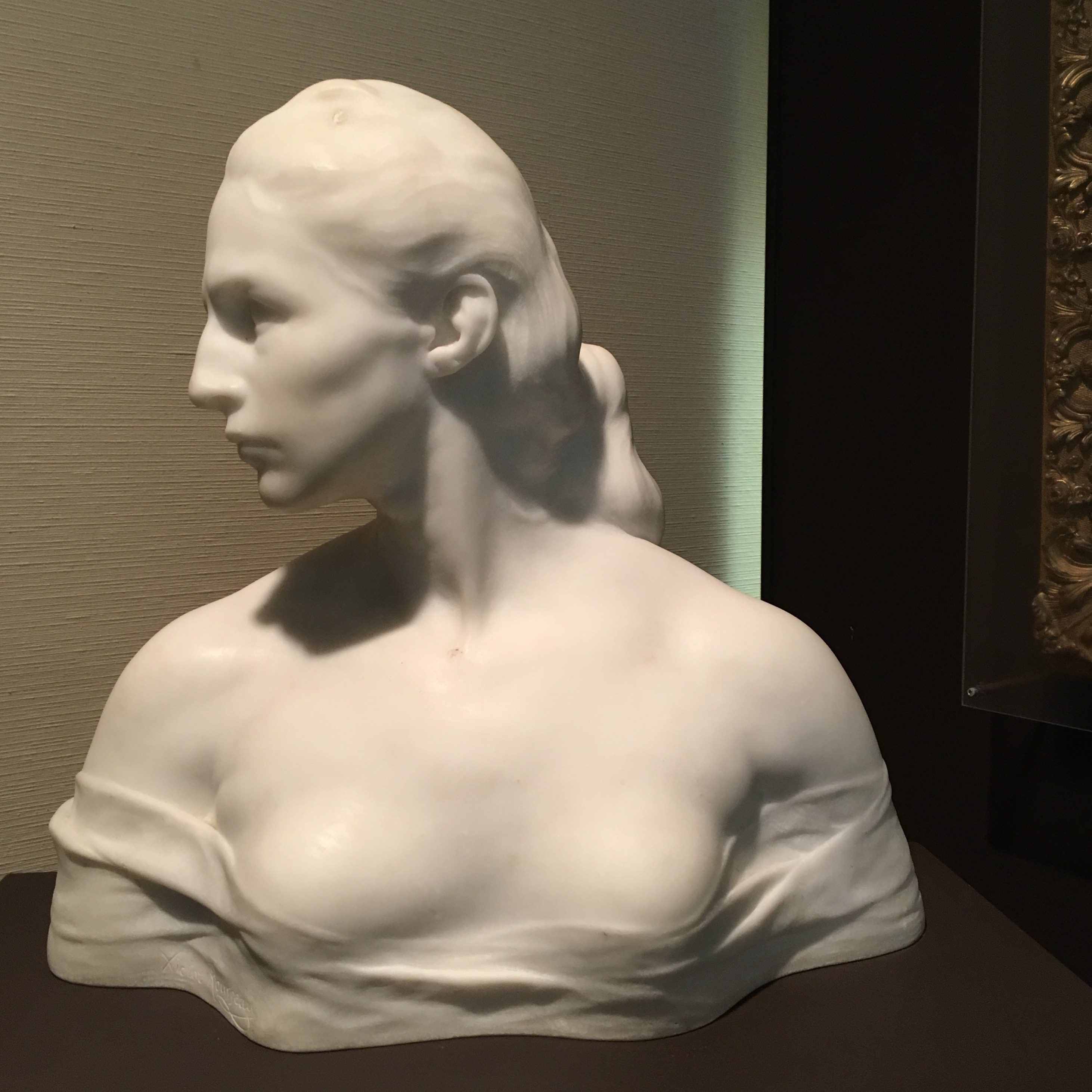
La Femme de trente ans (Musée royal de Mariemont).

- 1896 : monument au bourgmestre Amand Mairaux, statue en bronze, à La Louvière.
- 1899 : Monument à Charles Buls, sur la Grand-Place de Bruxelles, avec Victor Horta.
- 1903 : bas-relief à l'angle de la façade de l'Hôtel Hannon à Saint-Gilles (Bruxelles) (architecte: Jules Brunfaut).
- 1905 : statues du Pont de Fragnée, à Liège.
- 1911 : Victoire, située sur la rotonde des Musées royaux d'Art et d'Histoire de Belgique.
- 1912 : Le Feu, bas-relief pour la Maison-atelier d'Édouard Taymans à Ixelles.
- 1913 : Ernest Solvay, buste en bronze, Université libre de Bruxelles - Archives, patrimoine, réserve précieuse.
- 1913 : Ernest Solvay et Albert Solvay, sculpture relief encadré, bas-relief en bronze, Université libre de Bruxelles - Archives, patrimoine, réserve précieuse.
- 1914 : Bustes du roi Albert Ier et de la reine Élisabeth, marbres, Sénat de Belgique, Bruxelles.
- 1916 : Buste d'Eugène Ysaÿe, marbre blanc, au Musée des Beaux-Arts de Liège.
- 1919 : Victoire - Monument commémoratif pour les élèves morts pour la patrie, Université libre de Bruxelles - Archives , patrimoine, réserve précieuse.
- 1922 : La Maturité, Montagne du Parc, à Bruxelles[5].
- 1922 - Paul Héger, buste en marbre - Université libre de Bruxelles - Archives, patrimoine, réserve précieuse.
- 1938 : Monument à la reine Astrid, parc de Wisterzée, Court-Saint-Étienne.
- Buste de Constantin Meunier (marbre), Souvenir (bronze) au Musée de la ville de Bruxelles.
- L'enfant accroupi (marbre), A Beethoven (bronze), au Musée d'Anvers.
- Vers la vie dans la cour du château de Mariemont au Musée royal de Mariemont.
- Le Christ, dessin, Musée Gaspar-Collection de l'Institut Archéologique du Luxembourg, Arlon.
- Christ en gloire, cathédrale d'Oviedo.

## Publications
De 1935 à 1953, il écrit ses souvenirs dans l'ouvrage Tableaux champêtres de mon enfance ainsi que de nombreux poèmes.

## Hommages et distinctions
En 1958, un buste en bronze de Victor Rousseau, œuvre de Georges Vandevoorde a été érigé en bordure du parc Duden à Forest. Une « Rue Victor Rousseau » à Feluy et une « Avenue Victor Rousseau » à Forest perpétuent sa mémoire.
Une exposition rétrospective de ses œuvres est organisée à Mons en 1965 à l'occasion du centenaire de la naissance de Victor Rousseau.
Les distinctions suivantes lui ont été décernées :
- Grand officier de l'ordre de Léopold ;
- Commandeur de l'ordre de la Couronne ;
- Officier de la Légion d'honneur.

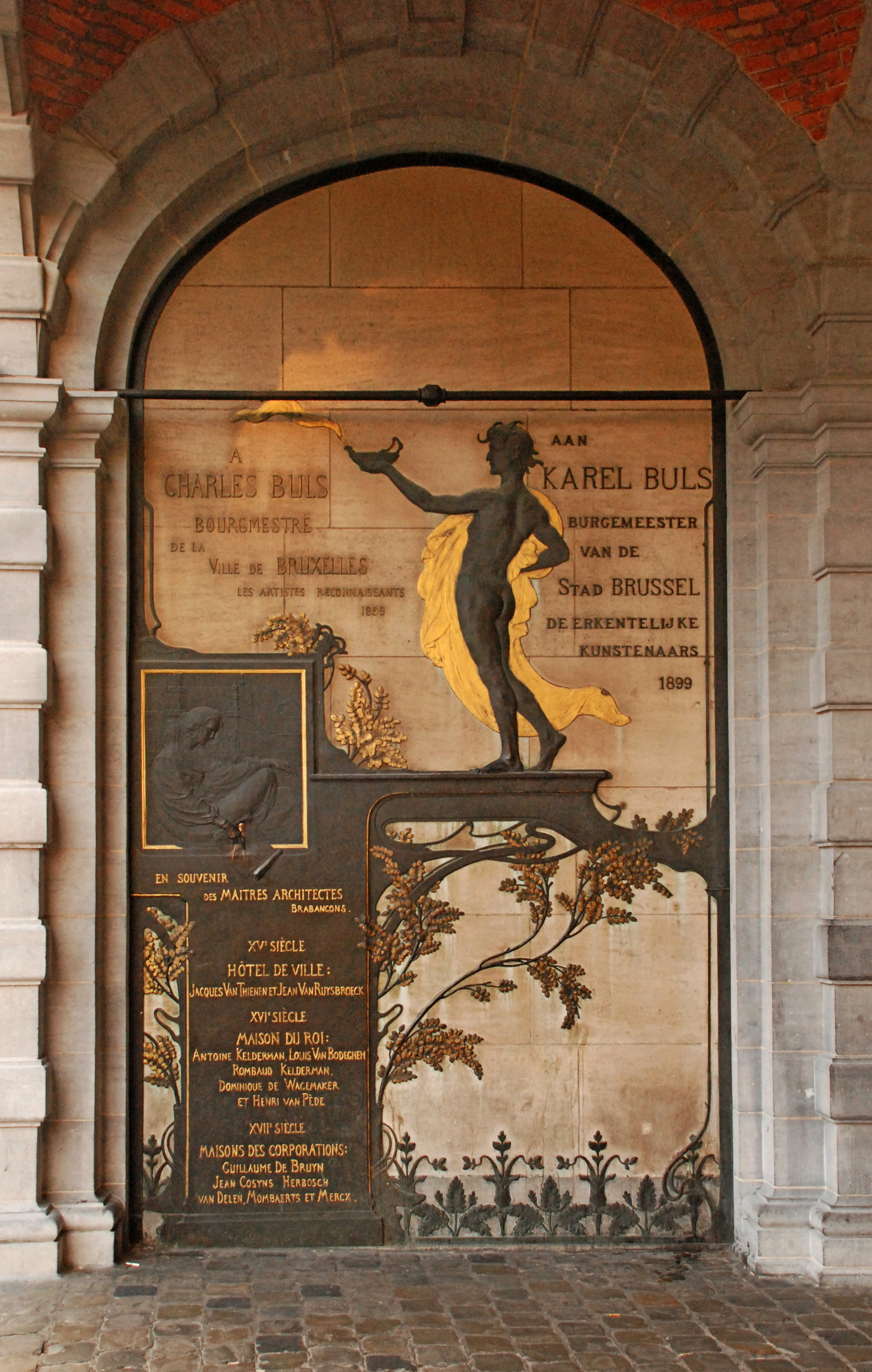
Monument à Charles Buls (1899).
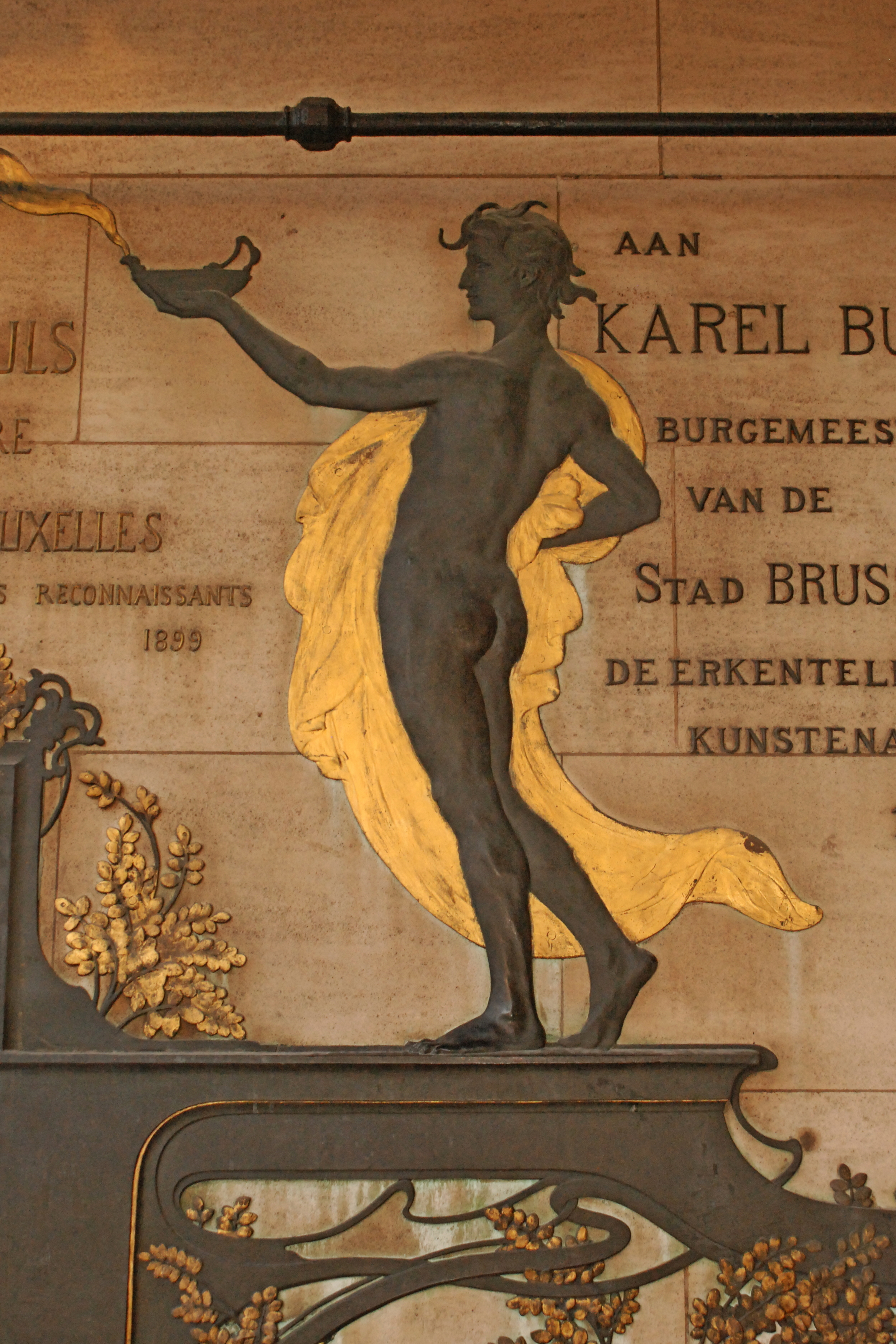
Monument à Charles Buls (détail).
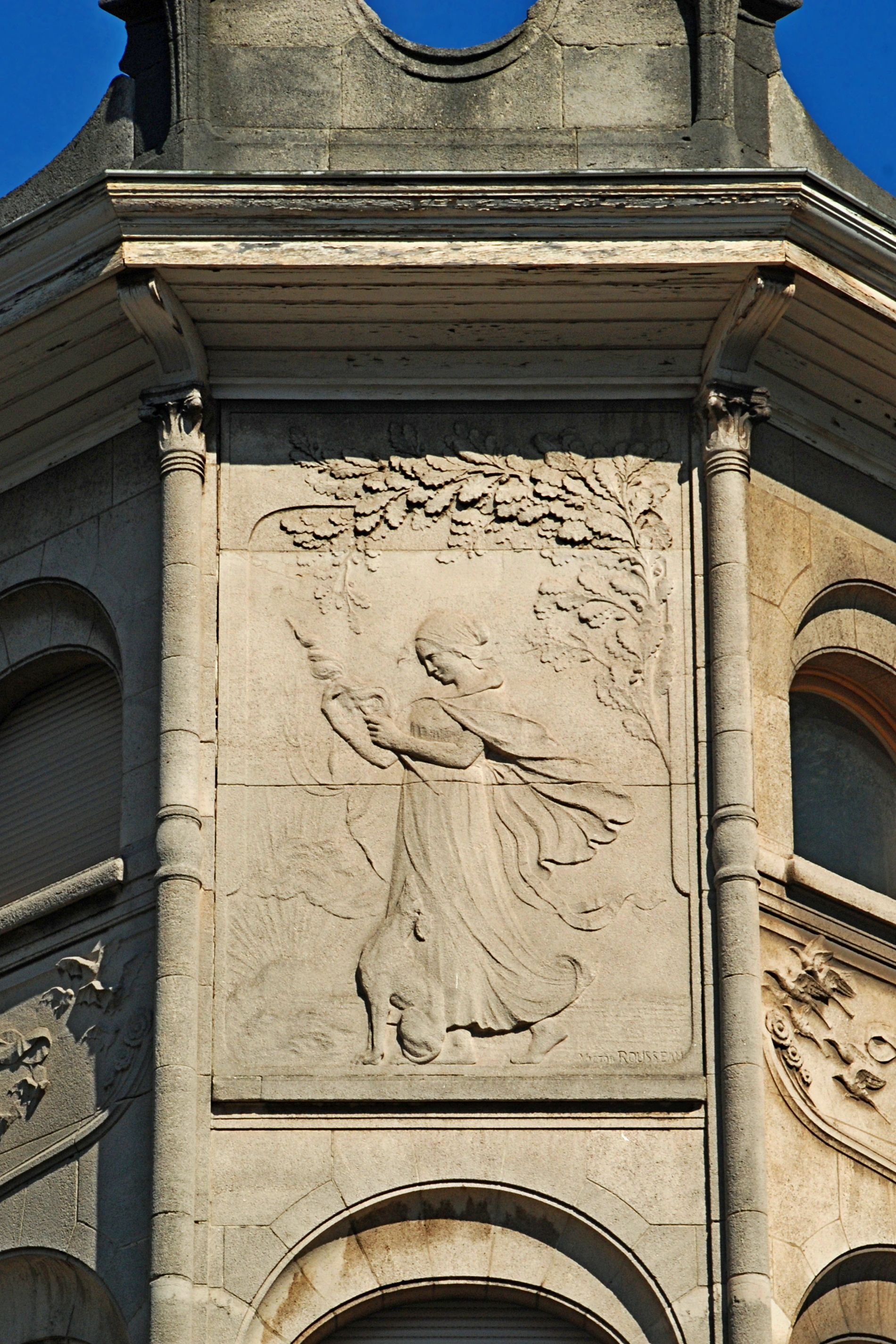
La fileuse, bas-relief de l'Hôtel Hannon (1903).
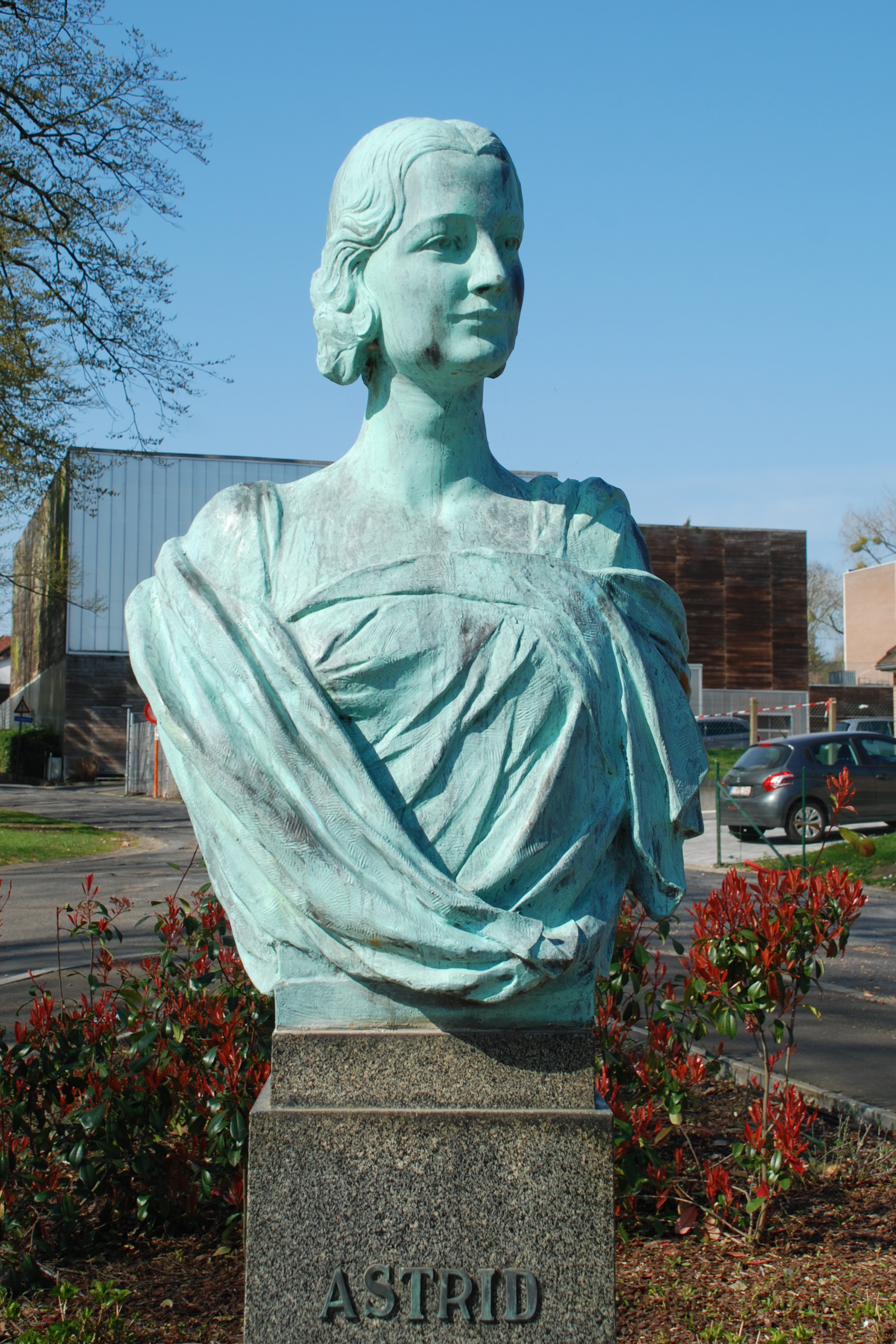
Monument à la reine Astrid, Court-Saint-Étienne (1938).